# Bad Blood (Prison Break)
Bad Blood este al  17-lea episod din sezonul al 2-lea al serialului de televiziune Prison Break.